# Prestatyn Town F.C.
Prestatyn Town F.C. (wal. Clwb Pêl-droed Tref Prestatyn) - walijski klub piłkarski z siedzibą w mieście Prestatyn.

## Historia
Chronologia nazw:
- 1910—194?: Prestatyn Town F.C.
- 194?—195?: Chandypore F.C.
- 195?—1990: Prestatyn Town F.C.
- 1990—199?: Prestatyn Town Nova F.C.
- od 199?: Prestatyn Town F.C.

Klub został założony w 1910 roku jako Prestatyn Town F.C.. 20 października 1910 zespół rozegrał swój pierwszy mecz. Początkowo brał udział w niższych ligach. W 2006 zajął 1.miejsce w Welsh Alliance League i awansował do Cymru Alliance League. Po zdobyciu tytułu mistrza w 2008 zespół debiutował w Welsh Premier League.

## Sukcesy
- Mistrzostwo Walii:
  - 5.miejsce (1): 2011
- Puchar Walii:
  - zdobywca (1): 2013

## Stadion
Stadion Bastion Road może pomieścić 1,000 widzów.

## Europejskie puchary
Legenda do wszystkich tabel:
- Q – runda eliminacyjna, 1/16, 1/8, 1/4, 1/2 – odpowiednia faza rozgrywek, Grupa – runda grupowa, 1r gr – pierwsza runda grupowa, 2r gr – druga runda grupowa, F – finał, R – runda, PO – play-off
- k. – rzuty karne, los. – losowanie, Dogr. – dogrywka, w. – zasada bramek strzelonych na wyjeździe

| Sezon   | Rozgrywki   | Runda | Przeciwnik       | Dom | Wyjazd | Ogólnie     |
| ------- | ----------- | ----- | ---------------- | --- | ------ | ----------- |
| 2013/14 | Liga Europy | 1Q    | Metalurgs Lipawa | 1–2 | 2–1    | 3–3, k: 4–3 |
| 2013/14 | Liga Europy | 2Q    | HNK Rijeka       | 0–3 | 0–5    | 0–8         |